# Brama Wazów na Wawelu
Brama Wazów – najstarsza z trzech bram wjazdowych, prowadzących na wzgórze wawelskie. Mieści się między budynkami kapitularza a Domem Katedralnym. Stanowi fragment fortyfikacji Wawelu. Niegdyś przed obiektem wznosiły się: basteja, kolejna brama oraz dwie wieże obronne, które zostały wyburzone w grudniu 1824 roku.

## Historia
Wybudowana została w 1591 r. na koszt Zygmunta III Wazy w miejscu gotyckiej bramy. Była jedyną bramą, prowadzącą na wzgórze. Zmieniło się to w połowie XIX wieku, kiedy dobudowano kolejne. Dawniej jej obronność wzmacniała poprzedzającą ją kolejna brama, którą flankowała niska basteja i okrągła gotycka wieża zwana "turris minor" i zbudowana nieco wyżej kolejna okrągła wieża przylegająca do domu "sepnego" (domu Rorantystów) - wszystkie te obiekty wyburzono w grudniu 1824 roku na wniosek senatorów Wolnego Miasta Krakowa. W 1827 roku Bramę Wazów odnowiono wyburzając górną elewację i dodając w jej miejsce loggię z trzema oknami. Przebudowę upamiętniono tablicą. Bramę odnowiono kolejny raz około 1890 roku.

## Architektura
Trójkondygnacyjna brama od strony miasta ozdobiona jest boniowaniem. Nad przejściem bramy widnieje wyżej wspomniana tablica z łacińskim napisem: SENATUS POPULUSQUE CRACOVIENSIS RESTITUIT MDCCCXXVII, co oznacza: Senat i Lud Krakowa odnowił 1827. Wyżej znajduje się zadaszona loggia z 1827 roku. Od strony wewnętrznej zamku budynek zwieńczony jest attyką, a portal wzbogacają herby Polski i Wazów. W ściany sieni bramy wmurowane są trzy zniszczone płyty nagrobne (m.in. bpa Pawła Dębskiego) oraz tarcze herbowe (Orzeł Polski i Odrowąż) z końca XV wieku, które zdobiły szczyt budynku skarbca katedralnego do 1895 roku.

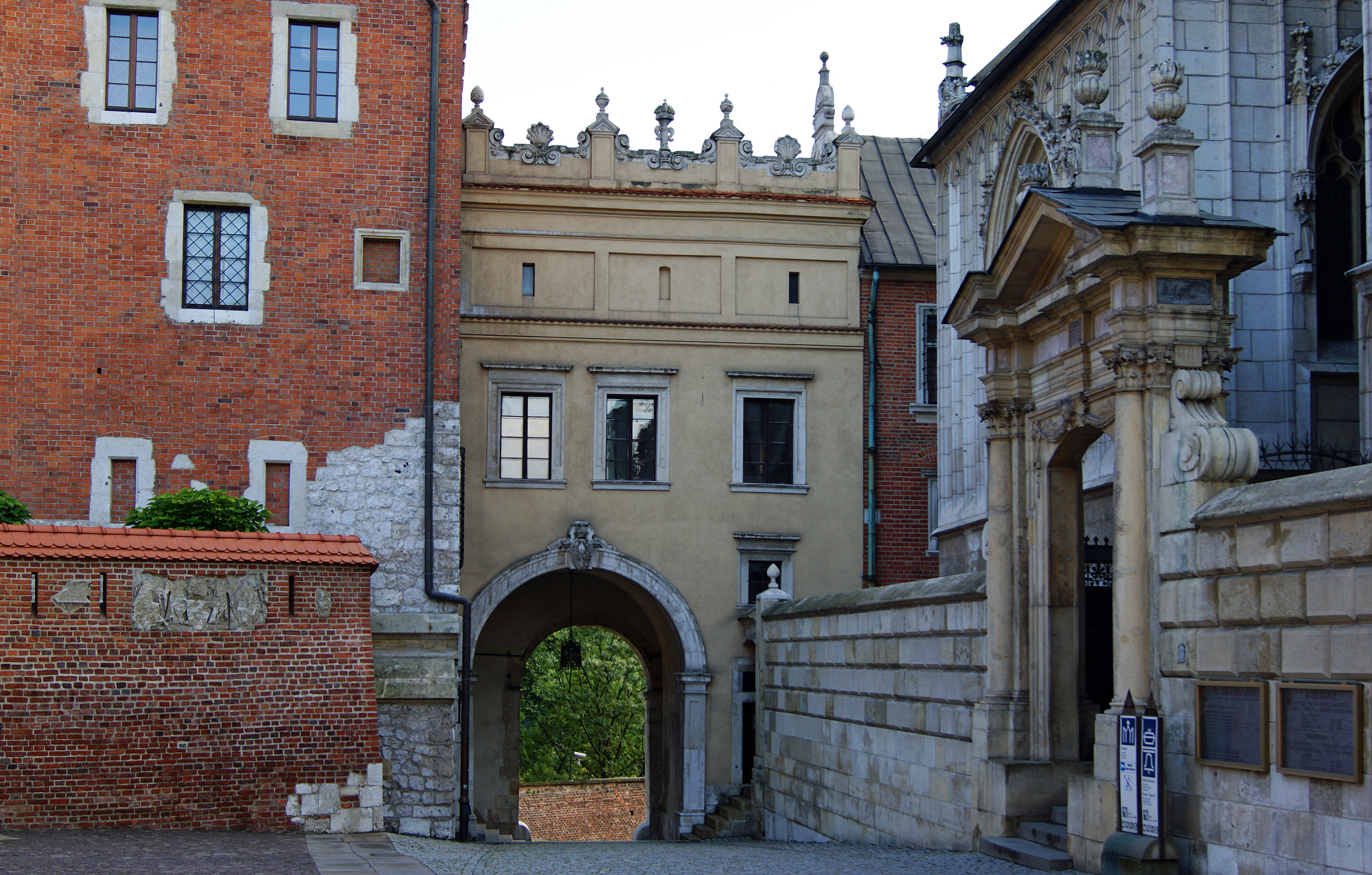
Widok z dziedzińca (z południa).